# Davíð Viðarsson
Davíð Þór Viðarsson (född 24 april 1984 i Reykjavik) är en isländsk fotbollsspelare som spelar för FH Hafnarfjarðar i isländska Úrvalsdeild.
Viðarsson spelade för Östers IF i Superettan från sägongen 2010 fram till i mitten av augusti 2012.När David kom till klubben etablerade han sig snabbt som en hårdför defensiv mittfältare. Redan efter en kort tid i föreningen utsågs han till vice lagkapten. Hans första mål i Öster-tröjan kom redan i hemmadebuten mot Syrianska FC och gav Öster sin första poäng för det året.
Viðarsson har vunnit isländska ligan och cupen med FH. Han har även spelat i Norge och Belgien under sin karriär, och gjort ett flertal landskamper för Island från U17 upp till A-landlaslaget.